# Subway (Magazin)
Subway (Eigenschreibweise: SUBWAY) ist ein in Braunschweig seit 1987 im Verlag der Subway Medien GmbH erscheinendes kostenloses Stadtmagazin.

## Geschichte
Neben Reportagen aus Braunschweig und dem Umland bietet Subway Vorberichte zu aktuellen Veranstaltungen, Kinopreviews und Interviews zu den Themen Gesellschaft, Sport, Film und Musik. Der Serviceteil mit Veranstaltungskalender, Kultur-, Film- und TV-Tipps sowie Kleinanzeigen bildet das Freizeitangebot für die Region um Braunschweig ab. Der Heftumfang liegt zwischen 80 und 100 Seiten je Ausgabe. Das Magazin wird an über 300 Stellen (Bibliotheken, Kinos, Discotheken, Kneipen, Restaurants, Einzelhandel, öffentliche und privatwirtschaftliche Treffpunkte) ausgelegt.
Vorläufer des Magazins in Braunschweig war Downtown. 2008 erschien die 250. Ausgabe des Blattes mit neuem Logo und Layout. Im gleichen Verlag erschienen zwei Schwester-Stadtzeitungen: (BackStage Braunschweig und indigo Wolfsburg).
Das Landgericht Braunschweig entschied im Jahr 2006, dass die Marken- und Titelrechte der Subway Medien GmbH älter seien und damit Vorrang vor einer Kundenzeitschrift der Schnellrestaurantkette Subway hätten.
Anfang 2007 verfügte der Braunschweiger Oberbürgermeister Gert Hoffmann wegen kritischer Artikel des Kolumnisten Hartmut El Kurdi, städtische Institutionen sollten El Kurdi meiden. Dieses Vorgehen der Stadt rügte der Deutsche Kulturrat. Schließlich verließ El Kurdi im Sommer 2007 das Magazin nach 12 Jahren als Kolumnenschreiber. Neuer Kolumnist bei Subway wurde 2008 der Braunschweiger Schriftsteller Alexander Wallasch, der diese Tätigkeit zeitgleich mit dem Ausscheiden des langjährigen Chefredakteurs und Mitherausgebers Christian Göttner mit der Dezemberausgabe 2012 beendete. Unter dem Aktenzeichen 275 IN 176/16 d stellte der Verlag SUBWAY Medien GmbH am 30. Mai 2016 Insolvenzantrag. Die Gesellschaft wurde nach der Insolvenzeröffnung am 7. Juli 2016 aufgelöst. Das Magazin besteht unter dem neuen Herausgeber, der oeding magazin GmbH weiterhin.